# 피의 능선 전투
피의 능선 전투(영어: Battle of Bloody Ridge)는 1951년 8월 16일부터 9월 5일까지 강원도에서 벌어진 전투로 한국 전쟁의 일부이다. "피의 능선"이란 명칭의 유래는 많은 사상자가 발생해 능선이 피로 넘쳐 흘러 종군기자들이 이 능선을 피의 능선이란 이름으로 보도하면서 붙여졌다.

## 배경
1951년 7월 개성에서 휴전 회담이 열렸으나, 결국 합의에 실패하였다. 그리고 8월 중순이 되자 장마가 그쳤고, 미국은 장마때문에 잠시 중단했었던 공격을 재개하기로 한다.
8월 18일, 능선에서의 전투는 대한민국 육군의 황엽 36 보병 연대장과 그의 부대의 선제 공격으로 시작되었다. 미군의 지원을 받았지만 중화인민지원군과 조선인민군 12 사단의 완강한 저항에 부딪혔는데, 특히 미리 조선인민군이 매설해둔 지뢰 때문에 진격은 어려웠다. 황엽 연대장은 지뢰의 파괴가 먼저 이뤄져야 한다고 판단, 지뢰 지대에 포격을 요청하였다. 20시경에 포격이 시작되었고 포격이 끝난 22시에 돌격을 시도했으나 멀쩡히 남은 지뢰들이 폭발하였고, 그에 따라 36 보병 연대는 철수하였다.
계속된 공격에도 별다른 효과를 보지 못하자, 연대장은 결국 능선에서 가장 왼쪽인 983고지의 정면공격을 피하고 우회하여 공격하는 방법을 사용한다. 연대장은 능선에서 가장 오른쪽의 고지인 773고지와 능선 가운데의 940고지의 공격을 명령했다. 기습당한 적은 허점이 노출되어 후퇴하였고, 한국군은 8월 22일 983고지를 점령하였다.
연대장은 983고지의 방어를 미군이 맡아주기를 건의하였으나 미국은 거부하였다. 적은 22일 밤에 역습을 시도하였고, 26일에는 대규모의 역습을 시도하였다. 결국 포위된 제 36연대는 후퇴하였다.
9월 초가 되도록 능선에서의 공격은 효과를 보지 못했다. 그러나 능선 왼쪽에서 공격하는 한국군과 오른쪽에서 공격하는 미군의 공격이 성공하자, 적이 점령중인 983고지는 포위 위기에 있었다. 결국 9월 3일 적은 983고지에서 후퇴하였으며, 미군은 9월 5일 14시경 983고지를 점령하였다.
후퇴한 조선인민군은 후방에서 전열을 가다듬은 후, 단장의 능선 전투를 개시하였다.
현재 강원도 양구군에 피의 능선 전투 전적비가 있다.

## 같이 보기
- 단장의 능선 전투
- 가칠봉 전투

## 참조
- 온창일 외 (2010). 《6.25전쟁 60대 전투》. 황금알.
- “피의 능선전투(1951.8.18-9.5)”. 대한민국 육군. 2015년 9월 23일에 원본 문서에서 보존된 문서. 2013년 10월 28일에 확인함.